# Cape Feare
"Cape Feare" ("A Ameaça" no Brasil e em Portugal) é o segundo episódio da quinta temporada do seriado de animação The Simpsons. Foi exibido originalmente em 7 de outubro de 1993 pela Fox nos Estados Unidos, e desde então tem sido destaque em lançamentos em DVD e VHS. Escrito por Jon Vitti e dirigido por Rich Moore, "Cape Feare" apresenta o retorno do ator convidado Kelsey Grammer interpretando Sideshow Bob, que tenta matar Bart Simpson depois de sair da prisão. "Cape Feare" é uma paródia do filme de 1962 Cape Fear, e de seu remake de 1991, e faz alusão a filmes de terror, tais como Psycho.
O episódio foi lançado por Wallace Wolodarsky, que desejava fazer uma paródia do filme Cape Fear. Originalmente foi produzido para a quarta temporada, mas acabou sendo adiado para a quinta e foi, portanto, o último episódio produzido pelos roteiristas originais, a maioria dos quais posteriormente deixaram a série. A equipe de produção teve dificuldade em produzir "Cape Feare" na duração padrão de meia hora, e, consequentemente, lhe preencheu com várias cenas. Em uma tal sequência, que tornou um dos momentos mais memoráveis do show, Sideshow Bob continuamente pisa em ancinhos, fazendo com que as alças atinjam seu rosto. O episódio recebeu uma indicação ao Emmy Awards e é considerado um dos melhores de toda a série.

## Enredo
Uma manhã, Bart Simpson começa a receber uma série de cartas ameaçadoras, escrita com sangue e que dizia "Eu vou matar você". O autor das cartas é Sideshow Bob, que está preso na Springfield State Prision.
Logo após um julgamento, Bob é liberado e, acaba se encontrando com os Simpsons, em uma sala de cinema. Em seguida, eles percebem que Bob é o autor das cartas. Para evitar que Bart seja morto, a família recorre ao FBI, que os cadastra no Programa de Proteção de Testemunhas. No âmbito deste programa, eles optam por se mudar para outra cidade, morando em um barco e alterando seu sobrenome para "Thompson".
Tudo está correndo bem na nova cidade, até que Bart descobre que Sideshow Bob lhe encontrou, e ainda tenta matá-lo. Ele recorre a sua família, que, apesar dos esforços, não conseguem evitar que Bob entre dentro do barco durante a noite.
Após amarrar Homer, Marge, Lisa e Maggie, Bob entra no quarto de Bart, pronto para matá-lo. Bart acaba fugindo pela janela e tenta se esconder de Sideshow Bob, além de não poder pular para fora do barco, por haver crocodilos e enguias elétricas. Como um "último pedido", ele pede para Sideshow Bob cantar toda a letra de H.M.S. Pinafore para ganhar tempo enquanto o barco flutua para Springfield. Depois da apresentação, o barco encalha e Sideshow Bob é apreendido pela polícia.

## Temática

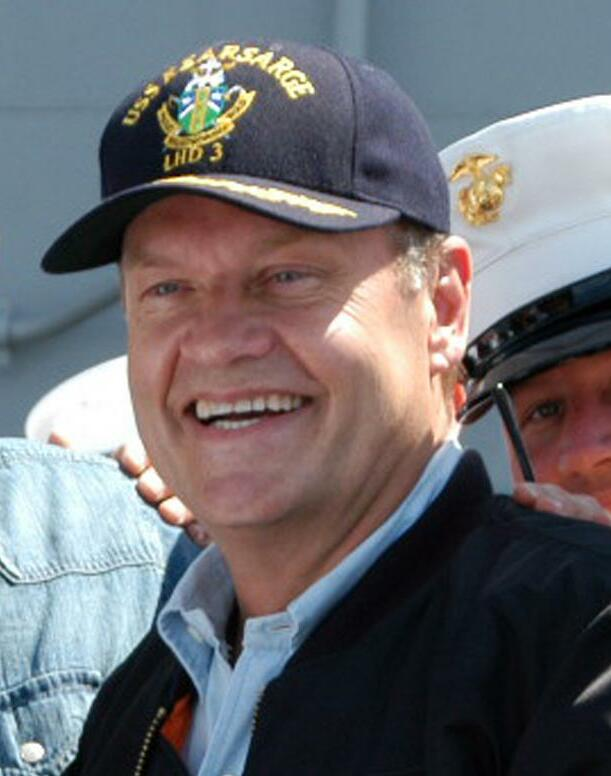
Kelsey Grammer interpretou Sideshow Bob no episódio.

Sideshow Bob é um personagem recorrente em The Simpsons. Desde o episódio da terceira temporada "Black Widower" (1992), os escritores têm se inspirado em Wile E. Coyote perseguindo o Papa-Léguas, nos desenhos animados da Looney Tunes (1949-1966), nas cenas entre Bart e Bob. O produtor executivo Al Jean comparou Bob com o personagem Wile E. Coyote, notando que ambos são inteligentes, mas sempre têm seus planos frustrados por inimigos de um intelecto inferior. A cena em que Bob é esmagado por múltiplos elefantes é uma referência ao personagem Wile E. Coyote.
No livro Planet Simpson, o autor Chris Turner descreve Bob como um "esnobe intelectual" e um conservador republicano, de modo que os roteiristas podem continuamente acertá-lo com um ancinho e derrubá-lo. No livro Leaving Springfield, David L. G. Arnold comenta que Bart é um produto da "educação massiva", e que por este motivo é inimigo de Bob.
Neste mesmo episódio, é mostrado que Bob é muito inteligente, e que sua inteligência pode ser usada para lhe beneficiar, como quando o conselho de liberdade condicional perguntou por que ele tem uma tatuagem que dizia "Die, Bart, Die" (morra Bart, morra). Bob responde que é uma expressão alemã que significa "The Bart, The" (O Bart, O) e a comissão fica impressionada com seu raciocínio. No entanto, o seu amor pela cultura também pode ser usado contra, como, por exemplo, quando Bart pede para ele interpretar a opereta H.M.S. Pinafore completa, ele aceita, dando tempo suficiente para o resgate da polícia.

## Produção
Embora o episódio tenha sido exibido no início da quinta temporada, foi produzido pela equipe da quarta, que pensava em deixar o programa no final desta temporada, para se dedicar a outros projetos. Embora a maior parte da história tenha sido escrita pelos autores da quarta temporada, o final foi reescrito pelos roteiristas da quinta.
Wallace Wolodarsky tinha visto a versão de 1991 de Cape Fear, e lançou a ideia de fazer uma paródia do filme. Jon Vitti foi então escolhido para escrever a paródia, que foi narrada nos argumentos da versão original de 1962, e do seu remake. Sideshow Bob foi escolhido como o vilão e Bart tornou-se a principal vítima. O episódio seguiu o esboço básico do enredo do filme original e a música de Bernard Herrmann (que também foi utilizado na versão 1991), que, após esse episódio, tornou-se tema de Sideshow Bob.  Esse episódio foi o primeiro de Sideshow Bob que não teve mistério.
Houve dificuldades em ampliar o episódio e muitas cenas foram adicionados pouco antes de sua emissão. O episódio começa com uma repetição do couch gag usado em "Lisa's First Word", que é considerado mais longo do que o normal. Os produtores também adicionaram as cenas do desenho animado Itchy & Scratchy, e de Bob planejamento matar Bart. Mesmo com todas as cenas extras, o episódio ainda era muito curto. Isto levou à criação da cena dos ancinhos, que se tornou um momento memorável do episódio. Originalmente, apenas um ancinho iria atingir o rosto de Sideshow Bob, mas foi mudado e repetido nove vezes. De acordo com o produtor executivo Al Jean, a ideia era torná-lo engraçado, depois perder a graça e, finalmente, torná-lo engraçado novamente.
Kelsey Grammer fez sua terceira aparição na série interpretando Sideshow Bob. Naquela época, Grammer era um dos personagens principais série de televisão Frasier, que estava em produção na época do episódio. Grammer não sabia que a cena ancinho tinha sido estendida, porque ele tinha feito apenas uma vez o gemido, e ficou surpreso quando viu o resultado final. Os escritores admiraram a voz Grammer cantando, e tentaram inclui-lá neste episódio. Alf Clausen, o compositor musical de The Simpsons, comentou que "[Grammer] é tão [...] incrível. Você pode dizer que ele tem esse amor pelo teatro musical (e ele tem o instrumento vocal com ele). Então, eu sei o que eu escrevo vai ser cantado do jeito que eu quero".

## Referências culturais

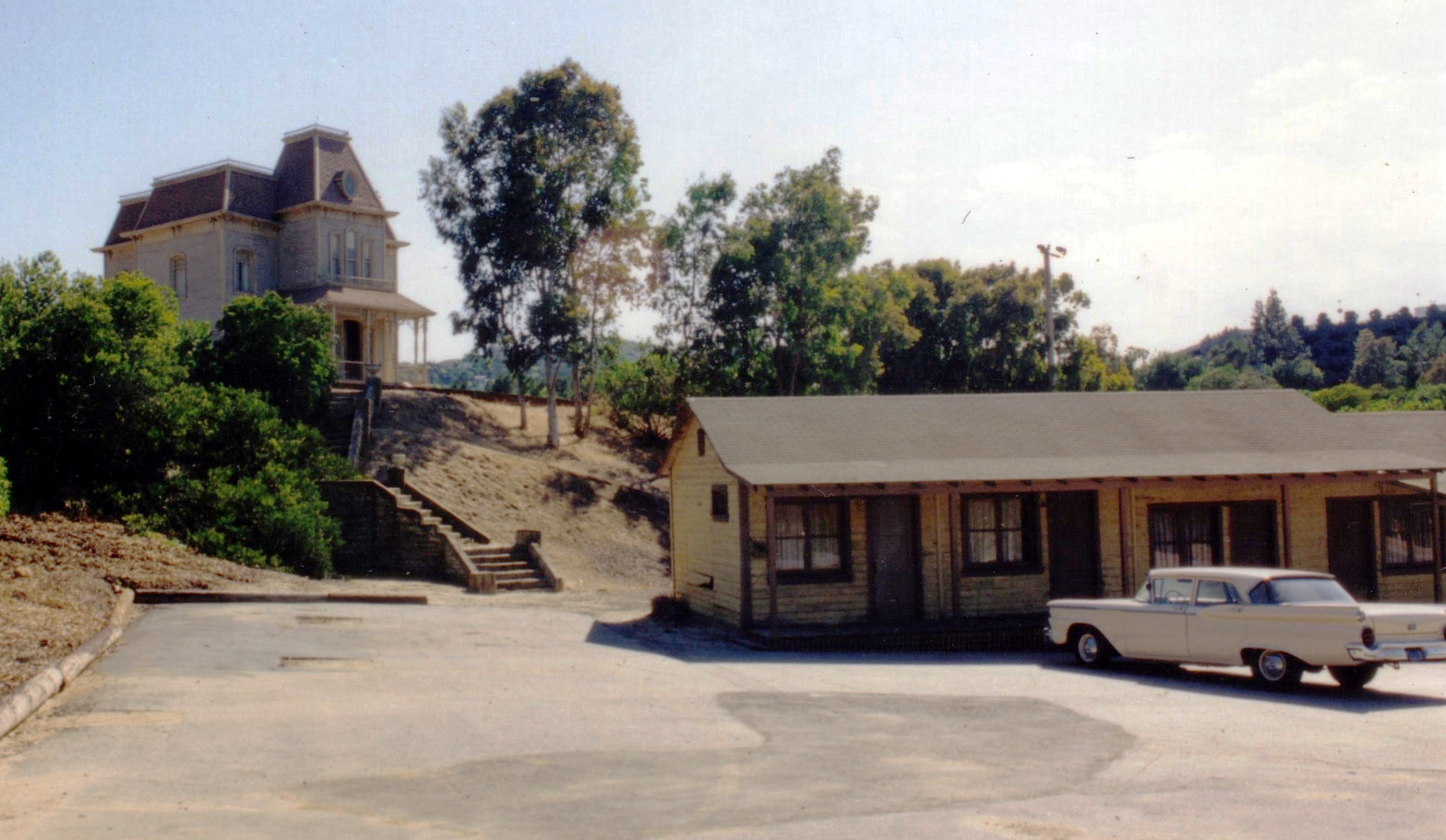
Bob se hospeda no Bate Hotel, do filme de 1960 Psycho.